# 쓰가와촌 (야마가타현)
쓰가와촌(津川村) 야마가타현 니시오키타마군에 존속했던 촌이다.

## 연혁
- 1889년 4월 1일 - 정촌제 실시와 함께 니시오키타마군 쓰가와촌이 성립하였다.
- 1960년 8월 1일 - 오구니정에 편입하였다.

## 교통

### 철도
- 일본국유철도 요네사카 선

### 도로
- 국도 113호선